# 絶影
絶影（ぜつえい）とは、中国の後漢末期に活躍した馬の名前。曹操の乗馬。名前の由来は影を留めないほどの速さからとされる。
『三国志』武帝紀注引『魏書』によれば、絶影は曹操の乗る馬であり、曹操が張繡から夜襲を受け、宛城から脱出する際に額と足に矢を受けた。
小説『三国志演義』には絶影という名前では登場しない。同じ場面を『演義』は、3本の矢を受けながら脱出に成功するも、大宛馬（無名）は逃亡の途中で目を射られて死亡したとしている。